# جامعة بريشا
جامعة بريشا (بالإيطالية: Università degli Studi di Brescia)‏ هي جامعة بحثية إيطالية عامة مقرها مدينة بريشا. رغم أن محاولات تأسيسها ترجع إلى ستينيات القرن العشرين، إلا أنها لم تؤسس رسميًا إلا عام 1982، وقد بدأت عند تأسيسها بثلاث مدارس هي مدرسة الطب والجراحة، ومدرسة الهندسة، ومدرسة الاقتصاد والأعمال.

## كليات الجامعة
تضم جامعة بريشا حاليًا أربع مدارس هي:
- مدرسة الاقتصاد
- مدرسة الطب والجراحة
- مدرسة القانون
- مدرسة الهندسة

## وصلات خارجية
- الموقع الرسمي للجامعة